# Berufliche Schulen Korbach und Bad Arolsen
Die Beruflichen Schulen in Korbach und Bad Arolsen (kurz: BSK) stellen ein zentrales Berufsschulzentrum im Kreis Waldeck-Frankenberg dar. Der offizielle Name der Schule lautet „Berufliche Schulen des Landkreises Waldeck-Frankenberg in Korbach und Bad Arolsen“.
Die BSK verfügt über zwei Standorte. Die Zentrale ist in der Kasseler Straße am Ortsrand von Korbach angesiedelt. Der zweite Standort befindet sich in Bad Arolsen in der Großen Allee.
Mit ca. 3000 Schülerinnen und Schülern und über 100 Kolleginnen und Kollegen ist die BSK eine der größten Schulen Hessens.

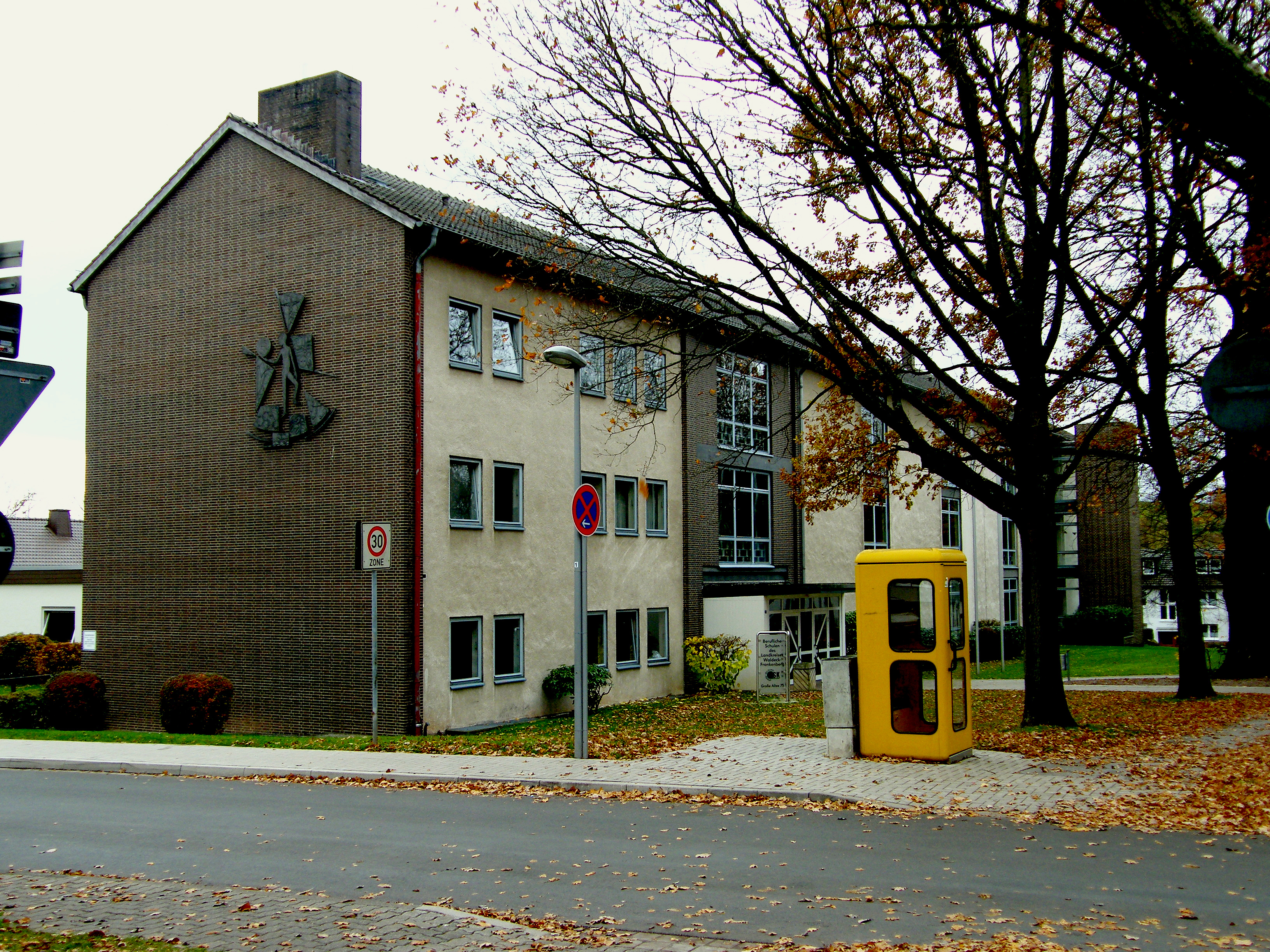
Standort Bad Arolsen, Große Allee 75